# Gabicce Mare
Gabicce Mare es un municipio italiano de 5.346 habitantes de la provincia de Pesaro y Urbino.

## Evolución demográfica
| Gráfica de evolución demográfica de Gabicce Mare entre 1861 y 2001 |
|                                                                    |
| Fuente ISTAT - elaboración gráfica de Wikipedia                    |

## Hermanamientos
- Ötigheim (Alemania) desde 1999
- Centro histórico de Bruselas (Bélgica) desde 2003
- Eguisheim (Francia) desde 2007